# Furio Fossati
Furio Fossati (Milano, 15 novembre 1950) è un giornalista, critico cinematografico, critico musicale e organizzatore di eventi italiano.

## Biografia
Ha iniziato la sua carriera giornalistica al Corriere Mercantile di Genova, divenendo nel 1978 socio della cooperativa G & P che lo gestiva.
Nel 1977 era diventato critico cinematografico del giornale come vice di Claudio G. Fava per poi essere promosso a titolare nel 1982. È a tutt'oggi il critico del quotidiano.
Sempre nel 1978 ha scritto I grandi della musica jazz assieme a Michele Mannucci. Il libro è edito da Longanesi.
Nel 2008 è stato giurato italiano (giuria FIPRESCI) alla Mostra di Venezia. Nello stesso anno è stato presidente alla SEMINCI (Valladolid) della giuria FIPRESCI. In questi anni è stato presidente di Giuria FIPRESCI a Guadalajara, Gijon, L'Avana (tre volte), Cluj, tornato a Valladolid altre 4 volte, Festival di Troja, Arsenal a Riga e vari altri.
Attualmente collabora con Filmdoc.it, CinecriticaWeb.it, cinemaeteatro.com
Per vari anni è stato segretario e poi addetto stampa del Louisiana Jazz Club di Genova, il più vecchio jazz club in attività in Italia.
È vicepresidente nonché socio promotore della Fondazione Franco Fossati (in onore del fratello scomparso prematuramente nel 1996) che forma, promuove e diffonde espressioni della cultura e dell'arte. Gestisce assieme alla Fondazione il Museo del Fumetto WOW a Milano in viale Campania. Segue da 24 anni il Premio Franco Fossati sulla saggistica con titoli che si occupano di fumetto - questo anno hanno partecipato 22 volumi - con una giuria sempre di altissimo livello. 